# Nele Reese
Nele Reese (* 6. Oktober 2000 in Kiel) ist eine deutsche Handballspielerin.

## Karriere
Reese durchlief die Jugend in den Vereinen HSG Holstein Kiel/Kronshagen und HG Owschlag-Kropp-Tetenhusen. Für die Saison 2016/17 hatte sie bereits ein Zweitspielrecht beim TSV Altenholz in der Oberliga. 2017 kam sie zur SV Henstedt-Ulzburg und kam mit 16 Jahren zu ihrem ersten Einsatz in der 3. Liga. 2019 wechselte sie zum Erstligisten VfL Oldenburg. In der Saison 2022/23 spielte sie mit dem VfL in der EHF European League. Hier konnte sie zwei Tore erzielen, schied jedoch in der 3. Runde aus. Nach der Saison 2022/23 legte sie eine Pause vom Leistungssport ein. Reese bleibt dem Verein als Torwarttrainerin in der Jugendabteilung erhalten.
Sie war Teil der deutschen Jugend-Nationalmannschaft.